# Santa Pakenytė
Santa Pakenytė (ur. 11 grudnia 1990) – litewska judoczka i sambistka. Olimpijka z Rio de Janeiro 2016, gdzie zajęła dziewiąte miejsce w wadze ciężkiej.
Uczestniczka mistrzostw świata w 2014, 2015, 2017 i 2019. Startowała w Pucharze Świata w latach 2012–2017 i 2019. Piąta na mistrzostwach Europy w 2016. Piąta na igrzyskach europejskich w 2015. Druga na uniwersjadzie w 2017 i trzecia w 2015. Trzeci na MŚ w sambo w 2008 i 2011 roku.

## Letnie Igrzyska Olimpijskie 2016
| Konkurencja | Eliminacje           | Klas. końcowa |
| Konkurencja | Przeciwnik I         | Miejsce       |
| ----------- | -------------------- | ------------- |
| +78 kg      | Kanae Yamabe (JPN) P | 9.            |